# Gottfried Erben
Gottfried Erben (* 9. Juni 1902 in Röchlitz, Bezirk Reichenberg, Königreich Böhmen; † 29. Juni 1979 in Törwang) war ein deutsch-böhmischer Maler, der vor allem als Porträtmaler und Landschaftsmaler in Erscheinung trat.

## Leben und Wirken

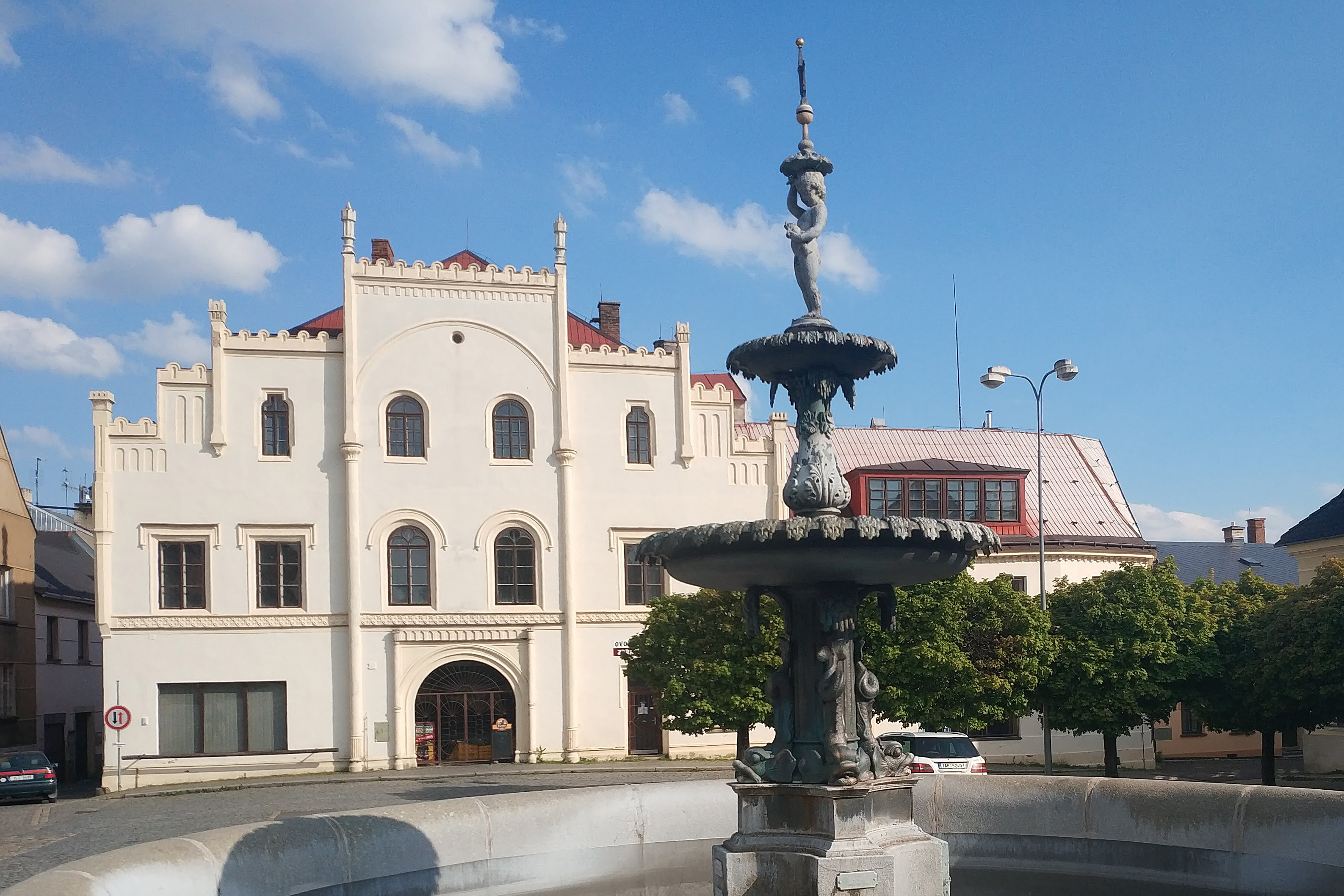
Ehemaliges Haus mit Atelier des Malers Gottfried Erben in Liebenau (rechtes Haus mit veränderter Dachgaube)

Über den „heute völlig vergessenen Künstler“ Gottfried Erben ist tatsächlich nur wenig bekannt, weil die meisten seiner Werke verschollen sind. 
Nach dem Gymnasium in Reichenberg studierte er zunächst an der Kunstgewerbeschule in Gablonz und danach in einer zweijährigen Meisterklasse für Malerei an der Wiener Kunstgewerbeschule bei Berthold Löffler (1874–1960). 
Nach dem Studium wurde er als Porträtmaler geschätzt und erhielt Aufträge sowohl aus seiner nordböhmischen Umgebung als auch aus Berlin, Stuttgart und Wien. Durch sein Studium alter niederländischer und deutscher Meister sind in seinen Porträtbildern altmeisterliche Malerei und Neue Sachlichkeit zu finden. 
Er war auch auf Ausstellungen in seiner Heimat, in Wien und in Deutschland vertreten. Die Landschaftsbilder von Gottfried Erben bezeugen die Liebe zur Schönheit seiner böhmischen Heimat.
Im Jahr 1934 heiratete er Maria Erben aus Liebenau bei Reichenberg. Sie wohnten dann gemeinsam im Geburtshaus seiner Frau in Liebenau am Ringplatz Nr. 168, jetzt Hodkovice nad Mohelkou, náměstí T. G. Masaryka 168. Im Dachgeschoss des Hauses ist noch heute sein ehemaliges Atelier zu finden. 
In der Zeit des Nationalsozialismus war Erben Mitglied der Reichskammer der bildenden Künste, und er nahm nachweislich 1940/1941 und 1942 an der Großen Berliner Kunstausstellung teil.
Nach der Vertreibung aus der Tschechoslowakei wohnte die Familie mit vier Kindern zunächst in Forsting, später in Törwang am Samerberg. Gottfried Erben starb hier im Jahr 1979.

### Maria Erben
Maria Erben, geb. Schneuder (* 8. September 1913 in Liebenau; † 16. August 2008 in Törwang) war eine deutsch-böhmische Malerin, die die Kunstgewerbeschule in Reichenberg absolviert hatte. Nach der Vertreibung sicherte ihr künstlerisches Schaffen den Lebensunterhalt der Familie. Ihr Werk umfasst drei Bereiche: sakrale Kunst für Kirchen, Hinterglasmalerei im Stil alter Meister und Kinderporträts. Eine Ausstellung ihrer Werke erfolgte 1984 und 2002 im Städtischen Museum Wasserburg am Inn.

## Werke beider Künstler (Auswahl)
- Gottfried Erben: Porträt einer Dame (1933), Isergebirgs Museum Neugablonz[7]
- Gottfried Erben: Bildnis meiner Frau Maria (1938)[4][8]
- Maria Erben: Fastentuch für die Kirche St. Sebastian in München[2]
- Maria Erben: Hl. Christophorus, Hinterglasmalerei (1960)[9][10]